# Janov Stan
Janov Stan (Russisch: Янов Стан) is een kleine nederzetting (posjolok) aan de rivier de Toeroechan (linkerzijrivier van de Jenisej), in het laaggelegen West-Siberisch Laagland. De plaats ligt in het buitengebied van het district Toeroechanski van het autonome district Jamalië binnen de Russische kraj Krasnojarsk. De plaats vervulde een belangrijke rol tijdens de aanleg van de Poolcirkelspoorlijn tussen 1949 en 1953, tijdens welke het zich ontwikkelde tot een klein dorp. Na de dood van Stalin werd dit project echter stopgezet en verdween de bevolking op een klein weerstation na. In 2015 woonden er slechts 3 personen.

## Geografie
De nederzetting ligt zeer geïsoleerd aan de bovenloop van de rivier in een gebied met een streng subarctisch klimaat, waardoor men soms "zelfs in juli de adem van de Noordpool voelt." De Toeroechan is bijna acht maanden per jaar bevroren. In de weinige ijsvrije maanden is hij in principe bevaarbaar tot Janov Stan, maar alleen van half juni tot eind juli, want daarna staat er -afhankelijk van de intensiteit van de laatste sneeuwsmelting of de regenval- weer te weinig water in de rivier. De severny zavoz ("noordelijke levering") kan dus alleen dan plaatsvinden, in principe 1 keer per jaar.
Janov Stan vormde voor de Sovjet-Unie een handelscentrum voor bont. Met de bouw van de Poolcirkelspoorlijn of Stalinspoorweg tussen 1949 en 1953 kreeg de nederzetting echter een strategisch belang. Na het stopzetten van de werkzaamheden aan de spoorweg verloor de plaats direct zijn strategische belang en werd grotendeels verlaten.

## Geschiedenis

### Voorgeschiedenis
Janov Stan vormde in de 17e eeuw onderdeel van een van de noordelijke routes van de Siberische waterwegen. Vanaf Mangazeja liep een overtoom naar Janov Stan om vandaar verder te kunnen varen over de Toeroechan naar Nieuw-Mangazeja.
In de regio wonen Selkoepen en Nenetsen. In 1924 werd het gebied rond Janov Stan bestuurlijk ondergebracht bij het district van de 'Taztoendra'. In dat jaar werd een soort van internaat voor de kinderen van deze nomadische volkeren geopend in Janov Stan. Tussen 1925 en 1928 was Georgi Prokofjev directeur van deze school. Hij gold binnen de Sovjet-Unie als een bekende onderzoeker van de taal en cultuur van de Selkoepen, Nenetsen en andere Samojeedse volkeren. Zijn vrouw Jekaterina Prokofjeva was een etnograaf wiens publicaties van grote invloed waren op de wetenschap van de traditionele cultuur van de Selkoepen en werkte er als leraar aan de school. Prokofjev schreef in 1931 over zijn jaren in Janov Stan: "In 1925 stonden in Janov Stan zes hutten. [...] De bevolking van het dorp bestond uit vier Russische gezinnen, waaronder mijn vrouw en één jaar oude dochter. De rest van de bevolking bestond uit zes inheemse gezinnen en negen internaatscholieren. Alle mensen verdrongen zich in de vijf kleine hutten en twee onderkomens. Voor mij en mijn gezin was een ruimte van 3,2 bij 3,6 meter beschikbaar." Bij de volkstelling van 1926/27 werd aangegeven dat Janov Stan een belangrijk centrum voor de handel in bont was. Jagers kwamen hier in de winter en verkochten dan hun goederen aan tussenhandelaren. In 1927 liet het 'Comité van het Noorden' in Janov Stan een school bouwen. In 1938 werd een weerstation geopend voor hydrologische waarnemingen en vanaf 1951 ook voor meteorologische waarnemingen.
In 1944 werd Janov Stan opeens overgeheveld naar de kraj Krasnojarsk, 40 kilometer buiten het autonome district Jamalië. Als gevolg hiervan verloor de plaats haar belang als centrum van de Selkoepen. Deze verhuisden nu naar Farkovo, 213 kilometer stroomafwaarts naar het oosten, in de richting van de Jenisej. Janov Stan raakte hierdoor geleidelijk aan ontvolkt.

### Doorvoerpunt voor de Poolcirkelspoorlijn
In januari 1949 besloot Josef Stalin tot de aanleg van een nieuwe spoorweg vanaf de Aziatische kant van de Arctische Oeral naar het oosten. De geologen en ingenieurs besloten om deze nieuwe spoorweg onder andere ten noorden van de kleine nederzetting Janov Stan aan te leggen en daar ook een treinstation te bouwen genaamd Toeroechan. Dit had te maken met het feit dat de geprojecteerde 1264 kilometer lange spoorweg door een niemandsland zonder wegen liep en daarbij vijf grote rivieren over moest steken, die allen van zuid naar noord liepen. Er waren daarom slechts vijf punten langs de hele spoorlijn die direct konden worden bereikt tijdens de korte ijsvrije periode, waaronder Janov Stan. Vanaf 1949 werden duizenden Goelagdwangarbeiders vanuit Zuid-Siberië via de Jenisej naar Toeroechansk gebracht en daar overgezet op kleinere vrachtschepen om via de Toeroechan naar Janov Stan te worden gebracht, 288 kilometer stroomopwaarts. Van hieruit werden de gevangenen verdeeld over de nieuw te bouwen werkkampen langs de aan te leggen spoorweg, waarbij ze vaak onder primitieve omstandigheden moesten werken. Volgens de gegevens zouden in totaal 4252 arbeiders bij Janov Stan aan wal zijn gekomen.
Gedurende het eerste bouwjaar arriveerden vanaf juni 1949 de eerste 1500 Goelaggevangenen samen met 10.000 ton bouwmaterialen in Janov Stan per lichter. In de drie daaropvolgende jaren tot en met 1952 arriveerden tijdens de zeer korte vaarperiodes steeds weer nieuwe gevangenen en bouwmaterialen via de Toeroechan. In juni en juli 1952 werd 22.480 ton materiaal afgeleverd. Afhankelijk van het waterpeil en de daarbij mogelijke diepgang kon er maximaal 3.000 ton lading per lichter worden meegenomen. De gevangenen woonden niet in het dorp, maar in een kamp er iets buiten, mogelijk ten noorden van de spoorweg.
In 1953 waren er ten noorden van Janov Stan inmiddels twee spoorwegtracé's voltooid. Een verliep over ruim 140 kilometer naar het noordoostelijke Jermakovo en de andere liep ongeveer 36 kilometer westwaarts naar de rivier de Bolsjaja Bloedaja. Begin 1953 werd een passagiersverbinding over het traject naar Jermakovo geopend. Voor het westelijke tracé werden ter ondersteuning van de bouwactiviteiten twee locomotieven afgeleverd per schip. De beide trajecten lagen nog los van elkaar omdat de bouw van een brug over de Toeroechan bij Janov Stan nog niet voltooid was. Ook het station van Janov Stan was nog niet voltooid. Bij het overlijden van Stalin waren hier wel twee parallelle sporen gelegd en mogelijk was er ook een houten perron gebouwd. Een stationsgebouw ontbrak echter nog.

### Na 1953
Onmiddellijk na de dood van Stalin op 5 maart 1953 werden de bouwwerkzaamheden stilgelegd aan deze dure spoorlijn waarvan het nut werd betwijfeld. De meeste gevangenen van Janov Stan werden nog direct tijdens het vaarseizoen van dat jaar afgevoerd. Alle bouwwerkzaamheden stopten en werden verlaten. De nooit verwijderde bekisting rond de pijlers voor de brug over de Toeroechan getuigt van de abrupte stopzetting van de bouwwerkzaamheden. Er werd bijna niets ontmanteld: Wat niet onmiddellijk kon worden meegenomen bleef staan. Het is onbekend hoeveel mensen er in de jaren na de stopzetting van de werkzaamheden woonden in Janov Stan.
In 1964 ontstond opnieuw activiteit in Janov Stan toen besloten werd om de rails tijdens het vaarseizoen te demonteren en naar Norilsk te brengen. Mogelijk werden toen ook de twee locomotieven op het traject aan noordzijde van Janov Stan van de rails afgeduwd. Tijdens deze operatie werd al het spoor tussen Janov Stan en Jermakovo ontmanteld. Het spoor ten westen van de plaats bleef echter grotendeels liggen, tot vandaag de dag. Hier liggen ook de beide locomotieven, iets ten westen van de nooit voltooide brug.
Van de plaats bleef alleen het weerstation bewaard. Dit meetstation wordt handmatig bediend: Elke drie uur worden de meetwaarden opgelezen en verstuurd over de radio. Van de vijf kleine hutten, waarover Prokofjev in 1931 schreef werden er drie gesloopt en vervangen door een groter, met ijzeren platen bedekt huis voor de dienstdoende meteoroloog. Alleen het vroegere schoolgebouw herinnert nog aan deze tijd.
De onafgewerkte betonnen brugpijlers in de Toeroechan vormen tegenwoordig het belangrijkste symbool van Janov Stan, als herinnering aan een nooit gerealiseerde droom van een eenzame heerser.

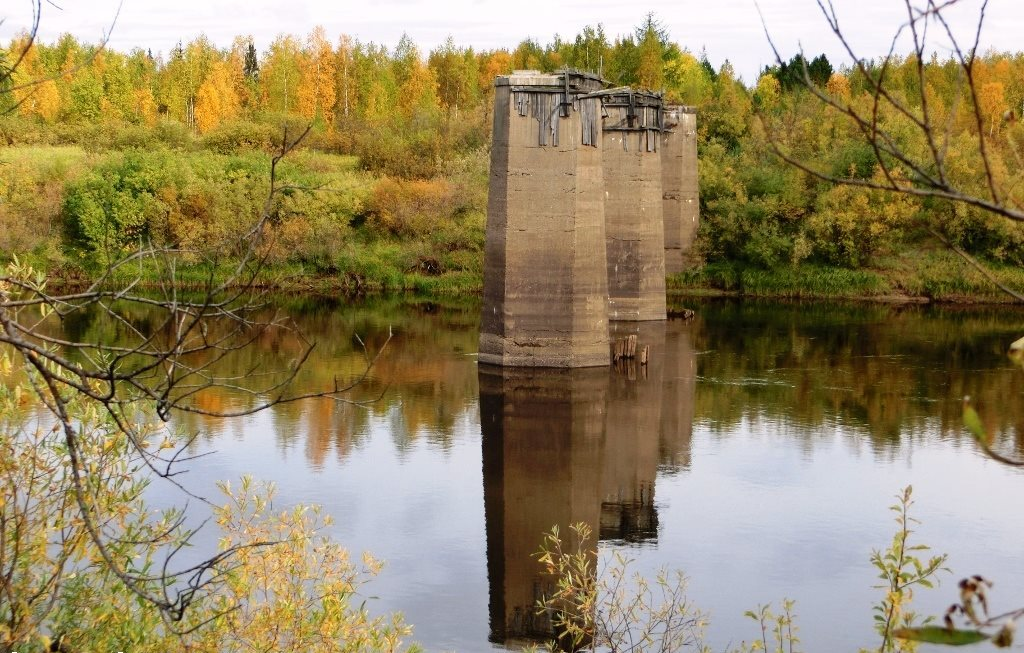
Zijaanzicht van de onvoltooide brugpijlers
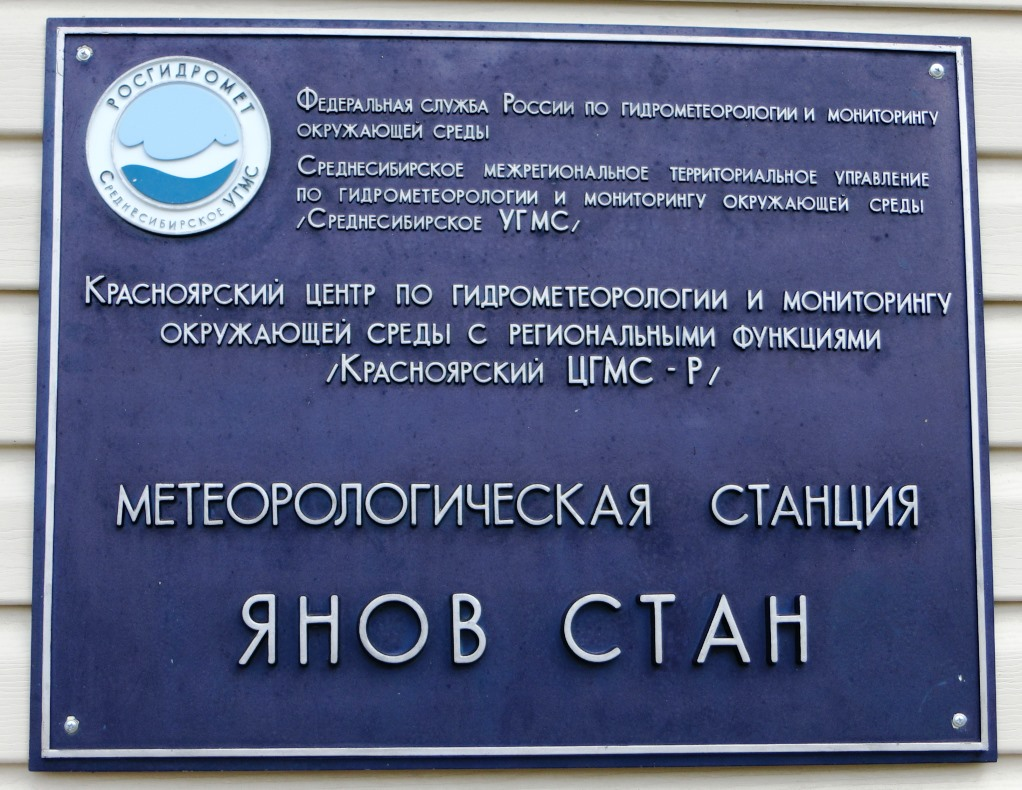
Bord van het weerstation

Bestuurlijk centrum: Toeroechansk

Alinskoje · Angoeticha · Bachta · Baklanicha · Bor · Farkovo · Gorosjicha · Igarka · Indygino · Janov Stan · Kangotovo · Kellog · Koerejka · Komsa · Kostino · Lebed · Madoejka · Mirnoje · Podkamennaja Toengoeska · Sandaktsjes · Selivanicha · Soechaja Toengoeska · Soemarokovo · Soergoeticha · Sovjetskaja Retsjka · Starotoeroechansk · Svetlogorsk · Tatarsk · Tsjerno-ostrovsk · Verchneimbatsk · Veresjtsjagino · Vorogovo · Zotino